# Гидротипная печать

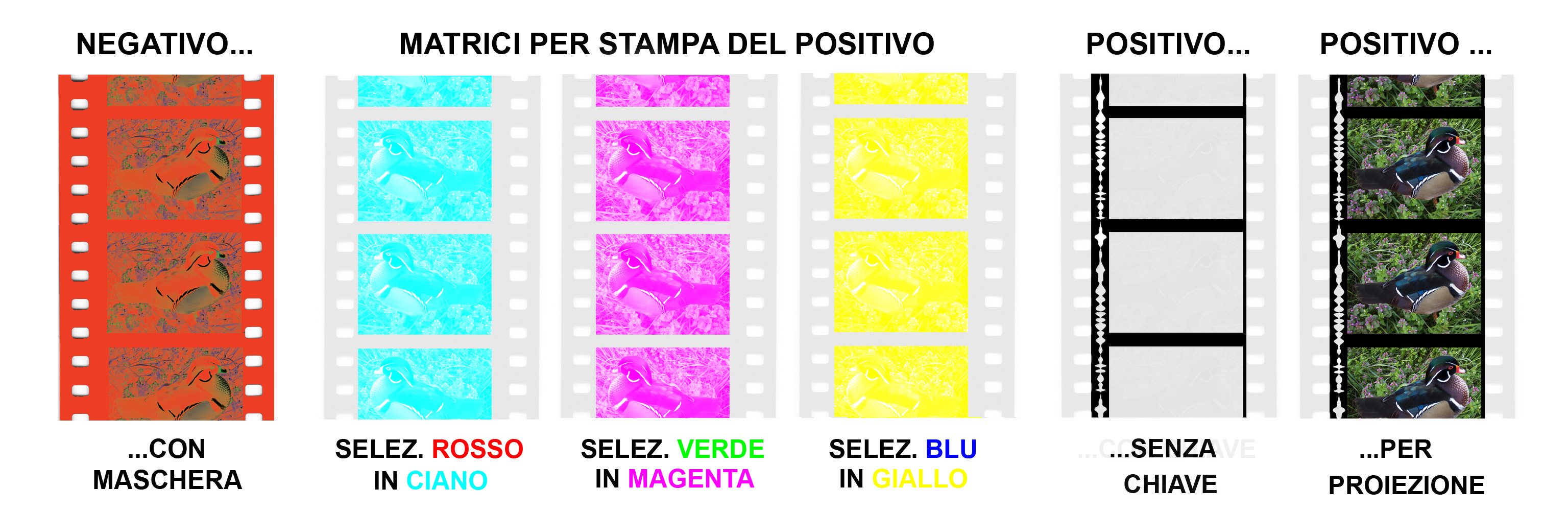
Исходный цветной негатив, три цветоделённых матрицы для гидротипной печати, чёрно-белый бланкфильм с фонограммой и готовая фильмокопия

Гидроти́пная печа́ть, гидроти́пия (от др.-греч. ὕδωρ — вода и τύπος — отпечаток) — субтрактивная технология цветной фотографии, основанная на эффекте образования рельефного изображения на задубленном желатиновом слое. Печать позитивного изображения происходит водорастворимыми красителями, которыми пропитаны желатиновые рельефы. За пределами России процесс известен под названием «Техниколор».

## Историческая справка
Процесс гидротипии разработан в конце 1920-х годов компанией «Техниколор» специально для использования в цветном кинематографе.
За короткое время гидротипная печать заменила сложную пигментную фотопечать и получила распространение в цветной фотографии. В 1928 году Эдмонд Уилер на основе процесса «карбро» предложил способ контактного отбеливания, ставший популярным вариантом гидротипной фотопечати под названием «дайбро» (англ. Dyebro). Однако, наиболее широкое распространение получила технология, разработанная компанией Eastman Kodak, основанная на дубящем отбеливании хромовокислыми солями.
Цветную фотопечать гидротипным способом на бумаге использовали в 1940-50-х годах. Бумага для гидротипной печати содержала специальные вещества — фиксаторы, способствовавшие закреплению на ней красителя и служащие большей его сохранности.
Однако, наибольшую известность и распространение гидротипия получила как технология изготовления цветных фильмокопий в кинематографе. Первая успешная технология цветного кино разработана в конце 1920-х годов американской фирмой «Техниколор» (англ. Technicolor).
Технология цветного кинематографа «Супер Синеколор» также частично использовала гидротипную печать для нанесения жёлтой краски на цветные фильмокопии, полученные виражным способом на двухсторонней киноплёнке «дипо-фильм».
В кинематографе гидротипный процесс сохранял своё значение до конца XX века и применялся до 2002 года для изготовлении прокатных фильмокопий. Высокая устойчивость красителей, применявшихся при гидротипной печати, позволяет использовать полученные фильмокопии в качестве эталона при последующей реставрации фильмов. Однако, главным достоинством при массовой печати фильмов считалось практически полное отсутствие в тиражном процессе серебра и ненужность его регенерации.

## Технология
Гидротипная печать основана на впитывании красителей желатиновым слоем матриц. Прижатие пропитанной матрицы к бумаге или другому слою желатина приводит к переносу красителя. Его количество и интенсивность окраски изображения регулируются толщиной желатина матрицы. Более тонкий слой впитывает меньше красителя, давая бледный тон на отпечатке, тогда как наибольшая толщина соответствует максимальной насыщенности. Гидротипные матрицы представляют собой желатиновый рельеф, толщина которого пропорциональна полутонам изображения и интенсивности окраски его соответствующих участков. Рельеф образуется дублением желатина в местах, соответствующих наиболее интенсивной окраске. Незадубленный желатин соседних слабо окрашенных деталей растворяется водой при температуре выше +40° C. Исторически первый гидротипный процесс был основан на дублении хромированного желатина, экспонированного ультрафиолетовым излучением. Позднее рельеф вымывания стали получать на специальных матричных желатиносеребряных эмульсиях при помощи дубящего проявления специальным пирогаллоловым проявителем. Другой способ давал рельеф на проявленной обычным способом эмульсии при её отбеливании дубящим отбеливателем с хромовыми солями аммония.
Для получения цветных изображений по этому способу необходимо наличие трёх цветоделённых негативов, с которых производится печать матриц. После обработки матриц они окрашиваются в дополнительные цвета и с них производится последовательный перенос красителя на специальную киноплёнку типа «бланкфильм» с приёмным желатиновым слоем, или на бумагу. Наибольшее распространение гидротипный процесс нашёл в кинематографе для изготовления цветных совмещённых фильмокопий благодаря возможности достижения высококачественной цветопередачи и изготовления оптической совмещённой фонограммы, состоящей из металлического серебра, а не красителей, как у многослойных позитивных киноплёнок. Такая фонограмма хорошо задерживает ультрафиолетовое излучение и печатается фотографическим способом на чёрно-белый светочувствительный бланкфильм. После проявления фонограммы, бланкфильм готов к печати на нём изображения красителями.

### Гидротипный процесс в цветном кинематографе

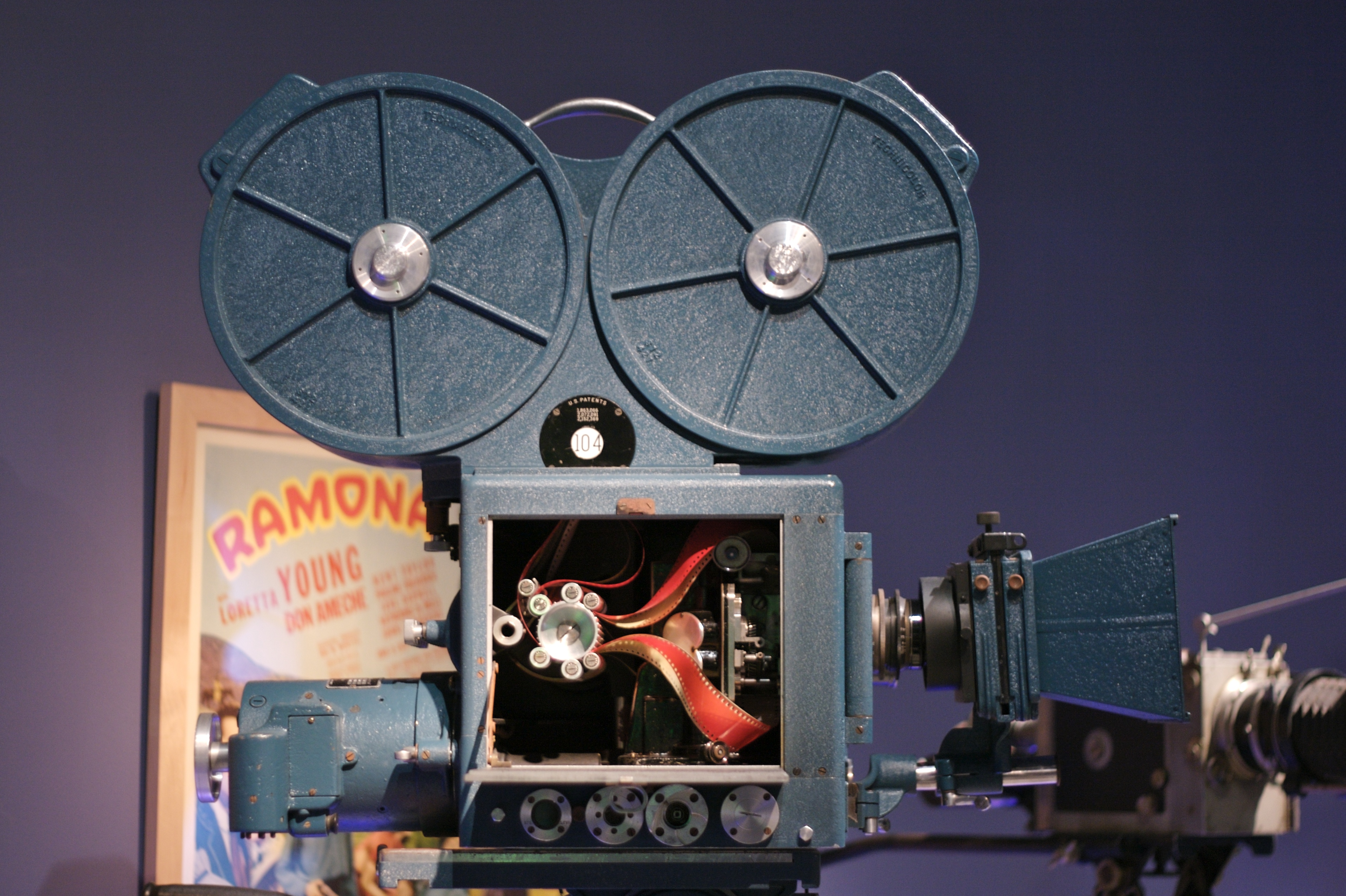
Специальный трёхплёночный киносъёмочный аппарат для съёмки фильмов по процессу «Техниколор»

Первоначально для получения кинофильма по гидротипному способу, киносъёмка проводилась одновременно на две, а с развитием технологии «Техниколор» — на три негативных киноплёнки через три светофильтра, соответствующих основным цветам. С полученных цветоделённых негативов печатались позитивные матрицы, пригодные для гидротипной печати. Однако, такой процесс слишком неудобен для съёмки из-за сложности и громоздкости трёхплёночных киносъёмочных аппаратов. Поэтому с момента появления цветных многослойных негативных киноплёнок съёмка проводится на одну плёнку, с которой возможна печать как непосредственно на многослойную позитивную киноплёнку, так и гидротипным способом. Для гидротипной печати с цветного негатива последовательно печатаются три чёрно-белых цветоделённых позитива, каждый через свой цветной светофильтр. В результате цветоделения, каждый позитив содержит лишь одну цветную составляющую изображения: красную, зелёную или синюю. С цветоделённых позитивов печатаются чёрно-белые дубльнегативы.
С дубльнегативов на специальной матричной плёнке производят печать трёх цветоделённых дубльпозитивов, которые подвергают специальной обработке: желатин эмульсии задубливается. В результате в экспонированных при печати местах изображения желатин затвердевает и становится нерастворимой в горячей воде, причём, толщина задубленного слоя пропорциональна экспозиции, то есть количеству проявленного металлического серебра. Незадубленный желатин и серебро удаляются из эмульсии и после этого каждый из трёх дубльпозитивов представляет собой желатиновое рельефное изображение, соответствующее красной, зелёной и синей составляющим цветного изображения. Непосредственная печать матричных позитивов с цветного негатива невозможна вследствие узкой спектральной чувствительности ортохроматической матричной плёнки. Поэтому в случае печати за красным светофильтром, несенсибилизированная матричная плёнка не получит вообще никакой экспозиции, поскольку красный свет для неё является неактиничным.
Процесс задубливания желатина может осуществляться как при проявлении (дубящее проявление), так и при отбеливании. В СССР при массовом тиражировании цветных фильмов применялось дубящее отбеливание как наиболее предсказуемый и технологичный процесс. Полученные матрицы окрашиваются в цвета, дополнительные к цвету цветоделённого изображения матрицы. Красная матрица окрашивается голубым красителем, зелёная — пурпурным, а синяя — жёлтым. На специальную позитивную чёрно-белую киноплёнку печатается контрастное изображение фонограммы и рамки, ограничивающие кадр. Эта плёнка с фонограммой называется бланкфильмом. В ранних версиях гидротипного процесса на бланкфильме печаталось слабое чёрно-белое изображение для повышения общей чёткости и маскировки неточностей совмещения цветов. Но в дальнейшем от этого отказались, чтобы повысить цветовую насыщенность.
На подготовленный бланкфильм производят поочерёдный перенос красителя с трёх окрашенных матриц путём прижима матриц к бланкфильму. Печать с матриц является самым ответственным моментом и производится на специальных гидротипных машинах сложной конструкции. Важнейшей частью гидротипной машины является контактирующее колесо с зубьями высокой точности изготовления. Это требуется для корректного совмещения гидротипных матриц с бланкфильмом, влияющего на резкость получаемой фильмокопии и совмещение цветных контуров. В результате диффузии краситель с матрицы переходит в желатиновый слой бланкфильма, при этом интенсивность окрашивания зависит от толщины рельефа, образуя полутоновое цветное изображение. Красители, используемые в гидротипном процессе, подвержены выцветанию в гораздо меньшей степени, чем красители многослойных позитивных плёнок хромогенного типа. Кроме того, цвет таких красителей точнее, чем образующихся в процессе цветного проявления, что расширяет цветовой охват.

### Гидротипная фотография
Гидротипный фотопроцесс пригоден также для печати цветных фотографий с цветоделённых позитивов. Он заменил большинство вариантов очень сложной и дорогостоящей пигментной печати, уступая ей однако в долговечности. Достоинством гидротипной печати по сравнению с пигментной является отсутствие этапа переноса окрашенных желатиновых слоёв на другую подложку. После распространения многослойных хромогенных фотобумаг в 1950-х годах вышел из употребления. Тем не менее, фотографии, отпечатанные гидротипным способом, значительно более долговечны, чем хромогенные отпечатки, особенно на ранних фотобумагах 1940-х годов. Среди галеристов гидротипные отпечатки ценятся выше традиционных, хотя и уступают в стойкости красителей пигментным отпечаткам.
Гидротипный способ позволяет получать до 30 цветных фотокопий с одного комплекта матриц до их износа. Для получения каждого отпечатка необходимо снова окрашивать матрицу. При этом серебро расходуется только в процессе получения матриц, а печать ведётся бессеребряным способом. Печать матриц могла вестись как с цветных негативов на многослойных плёнках, так и с раздельных, снятых специальными фотоаппаратами с оптическим цветоделением. Однако, в послевоенные годы советской промышленностью не выпускалась листовая матричная плёнка, необходимая для изготовления матриц.

### О названиях
В англоязычной литературе встречается два основных термина, непосредственно связанных с гидротипным процессом:
- Imbibition process — буквально, «процесс впитывания».
- Dye-transfer process

### В СССР
- В 1938 году П. М. Мершин получил авторское свидетельство на разновидность гидротипного способа изготовления цветных фильмокопий.
- В 1930-х годах заводом Ленкинап.
- В СССР одной из первых гидротипную печать цветных фильмокопий в 1956 году освоила Ленинградская кинокопировальная фабрика[7].
- До 1941 года ленинградский завод «Позитив» выпускал серию фотоматериалов «Хромоцвет» для гидротипной цветной печати[13]. После войны в короткие сроки произошёл переход на многослойные цветные фотоматериалы, технология изготовления которых получена в Германии в счёт репараций. Поэтому фотоматериалы для гидротипной технологии больше не выпускались[14].